# La Vie parisienne (film, 1936)
Pour les articles homonymes, voir La Vie parisienne (homonymie).
Pour plus de détails, voir Fiche technique et Distribution.
La Vie parisienne est un film français réalisé par Robert Siodmak, sorti en 1936.

## Synopsis
Jacques Mendoza est un riche Brésilien ayant connu Paris à la Belle Époque. Il y eut une aventure amoureuse avec la vedette de l'opéra-bouffe d'Offenbach, intitulé la Vie parisienne. Il revient ainsi trente-cinq ans après, accompagné de son fils Ramiro et de sa petite-fille Helenita pour leur faire découvrir le lieu de ses premières amours. Il souhaite également les initier à une vie qu'il a beaucoup appréciée en son jeune temps. Ainsi, la jeune fille fera la connaissance d'un employé de banque d'où naitra le coup de foudre.

## Fiche technique
- Titre : La Vie parisienne
- Réalisation : Robert Siodmak, assisté de René Montis
- Scénario : Emeric Pressburger d'après l'opérette de Ludovic Halévy et Henri Meilhac
- Dialogue : Marcel Carre, Benno Vigny
- Adaptation : Marcel Carre
- Décors : Jacques Colombier
- Costumes : Jean Patou, Marcel Rochas
- Photographie : Michel Kelber, Armand Thirard
- Musique et chansons : Maurice Jaubert
- Montage : Ernest Hajos
- Production : Seymour Nebenzahl
- Société de production : Néro Films, Paris
- Pays de production : France
- Format : Noir et blanc - Son mono - 1,37:1
- Genre :  Comédie
- Durée : 95 minutes
- Date de sortie : 
  - France : 22 janvier 1936

## Distribution
- Max Dearly : Ramiro Mendoza
- Conchita Montenegro : Helenita
- Georges Rigaud : Jacques Mendoza
- Marcelle Praince : Liane d'Ysigny
- Jane Lamy : Liane, à 20 ans
- Germaine Aussey : Simone
- Christian-Gérard : Georges
- Fernand Blot : le portier de l'hôtel
- Valentine Camax : Paméla
- Jesús Castro Blanco : l'oncle brésilien
- Roger Dann : un chanteur
- Pierre Darteuil : le portier du palace
- Jacques Henley : le directeur de l'hôtel
- Jean Kolb : le rédacteur en chef
- Georges Morton : le valet de Georges
- Jean Périer : M. Lestoupat
- Henry Richard : le chef de la sûreté
- Claude Roussell : une petite femme
- Germaine Sablon : la chanteuse
- Pierre Sergeol : Forestier
- René Stern : Adhémar de Lambray
- Austin Trevor : Don João
- Michèle Morgan : figurante
- Enrico Glori
- Sinoël